# 腓特烈十一世
腓特烈十一世（德語：Friedrich XI. von Hohenzollern，？－1401年11月26日），霍亨索倫伯爵，史特拉斯堡的腓特烈之子。

## 家庭
1376/77年，腓特烈十一世與菲斯滕貝格的阿德海德結婚，兩人共有三個兒子：
1. 腓特烈十二世（—1443年）
2. 艾特爾·腓特烈（—1439年）
3. 腓特烈三世（德语：Friedrich III. von Zollern）（—1436年）